# Catherine Martin

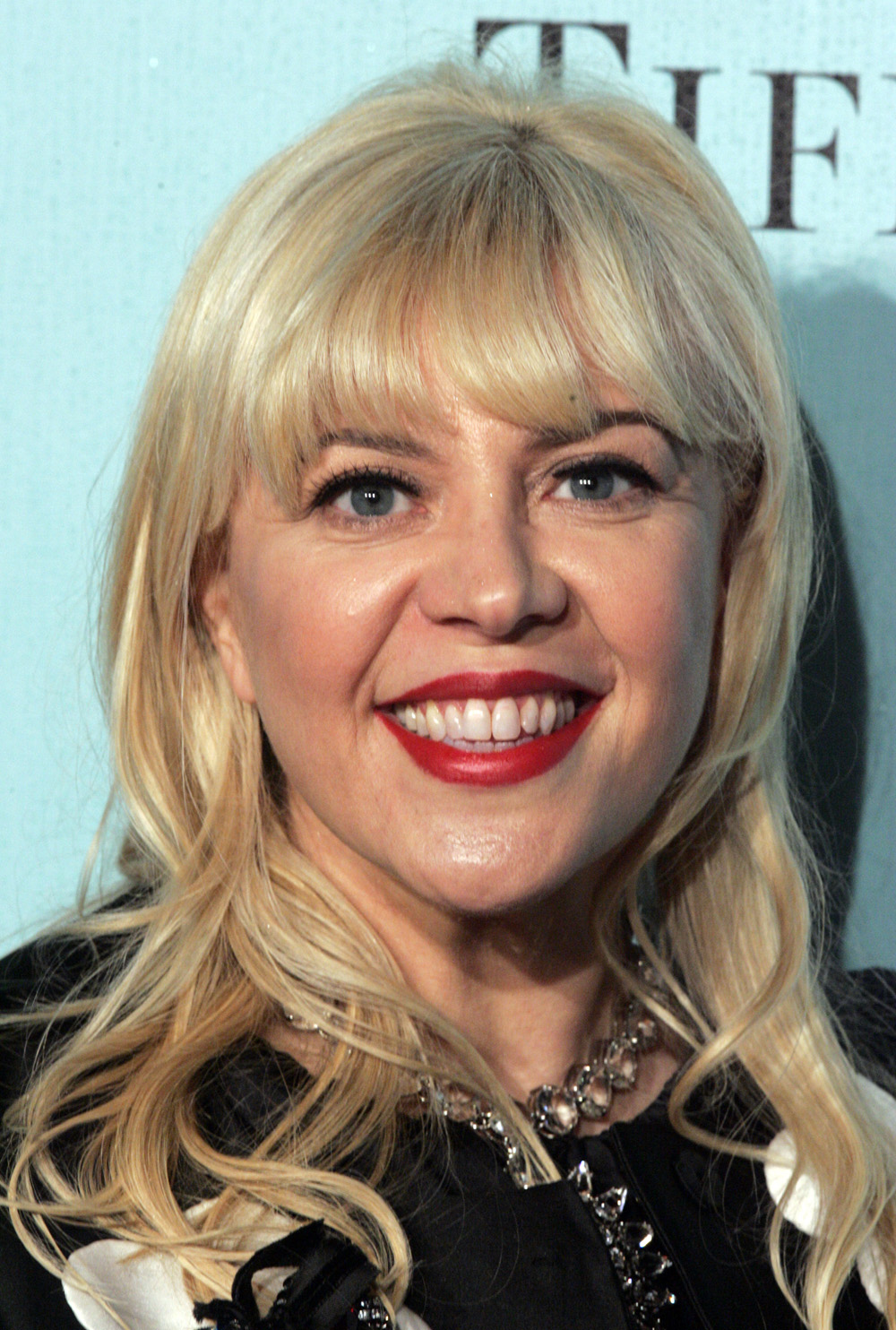
Catherine Martin (2013)

Catherine Martin (* 26. Januar 1965 in Lindfield, Sydney, New South Wales) ist eine australische Szenen- und Kostümbildnerin sowie Filmproduzentin. Für ihre Arbeit an Der große Gatsby wurde sie bei der Oscarverleihung 2014 gleich in zwei Kategorien ausgezeichnet.

## Karriere
Catherine Martin absolvierte das National Institute of Dramatic Art in Sydney. 1992 arbeitete sie mit Baz Luhrmann an dem Film Strictly Ballroom – Die gegen alle Regeln tanzen, wo sie unter anderem für das Setdesign verantwortlich war und für ihre Arbeit zwei British Academy Film Awards gewann. 1996 arbeitete sie als Szenenbildnerin an William Shakespeares Romeo + Julia. Der Film, bei dem sie auch als Produzentin beteiligt war, brachte ihr eine Oscar-Nominierung und einen weiteren BAFTA-Film-Award ein. Ein Jahr später heirateten Luhrmann und Martin.
Moulin Rouge stellte die dritte Zusammenarbeit der beiden dar. Der Film wurde achtmal für den Oscar nominiert. Catherine Martin konnte dabei die einzigen Trophäen für das beste Szenenbild und das beste Kostümdesign gewinnen. Bereits ein Jahr später gewann sie einen Tony Award für das beste Szenenbild in La Bohème.
Für Australia wurde sie 2009 für einen Oscar nominiert. Für ihre Arbeit in Der große Gatsby wurde sie bei der Oscarverleihung 2014 mit dem Oscar für das beste Kostümdesign und gemeinsam mit Beverley Dunn mit dem Oscar für das beste Szenenbild ausgezeichnet.

## Auszeichnungen (Auswahl)

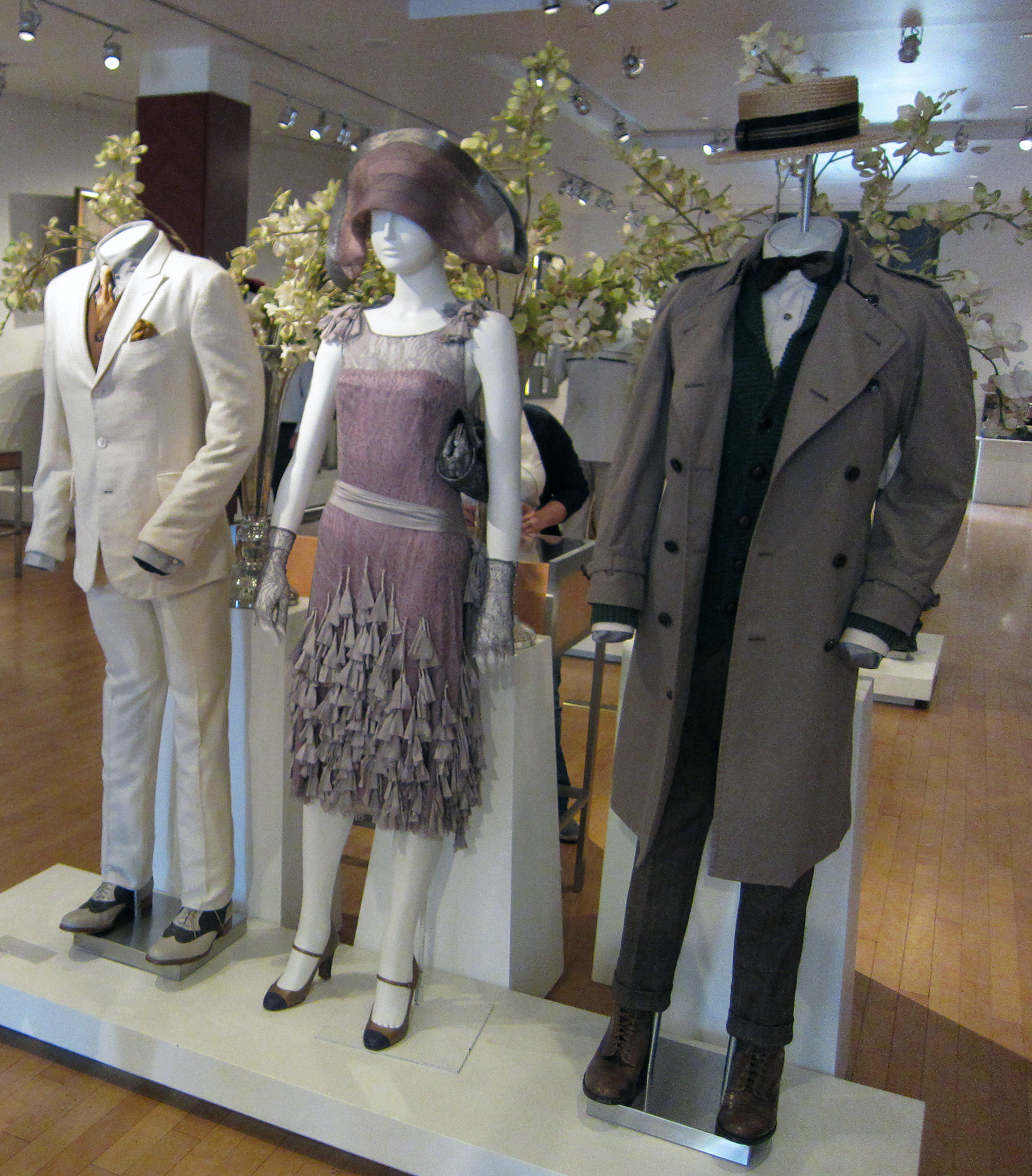
Kostüme von Leonardo DiCaprio, Carey Mulligan und Tobey Maguire im Film Der große Gatsby (2013)

- Sydney Theatre Critics’ Circle Award, bestes Szenenbild, A Midsummer Night's Dream
- Victorian Green Room Award, bestes Szenenbild einer Oper, A Midsummer Night's Dream
- Victorian Green Room Award, bestes Szenenbild einer Oper, Lake Lost
- Drama Desk Award, bestes Szenenbild , La Bohème
- 1992: Australian Film Institute Award, bestes Szenenbild, Strictly Ballroom – Die gegen alle Regeln tanzen
- 1992: Australian Film Institute Award, beste Kostüme, Strictly Ballroom – Die gegen alle Regeln tanzen
- 1996: Golden Satellite, Best Art Direction, William Shakespeares Romeo + Julia, 1996
- 1997: BAFTA Award, bestes Szenenbild, William Shakespeares Romeo + Julia, 1997
- 1997: Oscar-Nominierung, bestes Szenenbild, William Shakespeares Romeo + Julia
- 1999: Australian Film Institute Byron Kennedy Award, für das Lebenswerk, 1999
- 2001: San Diego Film Critics Society Awards, bestes Szenenbild , Moulin Rouge
- 2001: Los Angeles Film Critics Association Awards 2001, bestes Szenenbild, Moulin Rouge[1]
- 2001: Art Directors Guild Award, Period/Fantasy Feature, Moulin Rouge
- 2001: Australian Film Institute Award, bestes Szenenbild, Moulin Rouge
- 2001: Australian Film Institute Award, beste Kostüme, Moulin Rouge
- 2001: Golden Satellite bestes Szenenbild, Moulin Rouge
- 2001: Golden Satellite, beste Kostüme, Moulin Rouge[1]
- 2002: Oscar, bestes Szenenbild, Moulin Rouge[1]
- 2002: Oscar, bestes Kostüm-Design Moulin Rouge
- 2009: Oscar-Nominierung, beste Kostüme, Australia
- 2014: Oscar, bestes Szenenbild, Der große Gatsby (zusammen mit Beverley Dunn)
- 2014: Oscar, beste Kostüme, Der große Gatsby
- 2023: Oscar-Nominierung, bester Film, Elvis[2]
- 2023: Oscar-Nominierung, bestes Szenenbild, Elvis
- 2023: Oscar-Nominierung, bestes Kostümdesign, Elvis